# Philippe Niang
Philippe Niang (Parigi, 12 ottobre 1951) è un regista e sceneggiatore francese.
Ha diretto in particolare la serie televisiva Joséphine, ange gardien.

## Filmografia

### Regista
- Les Aventuriers d'Eden River (1993)
- Joséphine, ange gardien (1997)
- Miracle à l'Eldorado (1997)
- Gaffe Loulou ! (1999)
- Les Grands Frères (2003)
- Un bébé noir dans un couffin blanc (2003)
- Vous êtes de la région? (2004)
- Si j'avais des millions (2005)
- Le Fantôme du lac (2007)
- Pas de toit sans moi (2009)
- Les Amants de l'ombre (2009)
- Toussaint Louverture (2012)

### Sceneggiatore
- Un privé au soleil, tre episodi (1989)
- Miracle à l'Eldorado (1997)
- Nestor Burma, episodio Une aventure de Nestor Burma (1998)
- Gaffe Loulou ! (1999)
- Le Crocodile (2000)
- Le Fantôme du lac (2007)
- Les Amants de l'ombre (2009)
- Toussaint Louverture (2012)
- La Permission (2005)
- Delitto ai Caraibi (2016)
- La Révolte des innocents (2018)